# ベール＝レタン
ベール＝レタン （Berre-l'Étang、オック語およびプロヴァンサル語:Bèrra de l'Estanh、オック語古典式つづりおよびミストラルつづり:Berro）は、フランス、プロヴァンス＝アルプ＝コート・ダジュール地域圏、ブーシュ＝デュ＝ローヌ県のコミューン。

## 地理

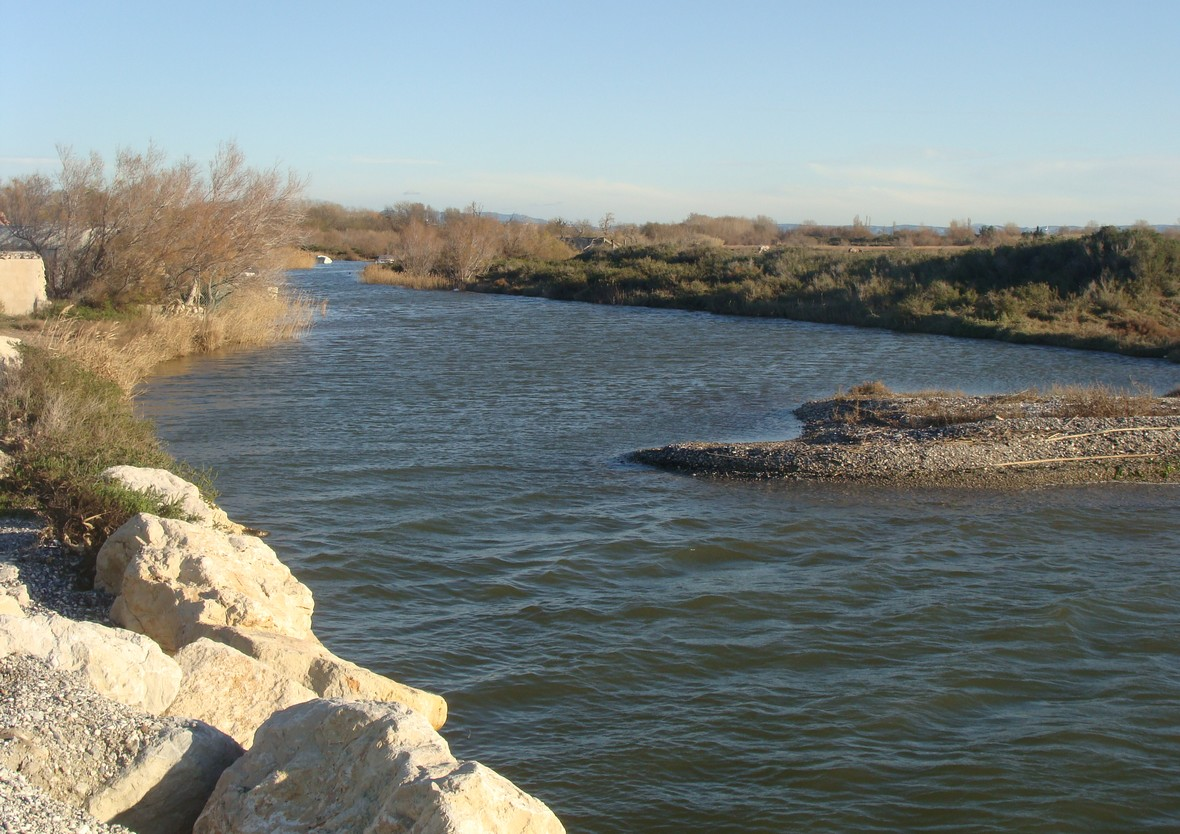
アルク川デルタ地帯

### 位置
ベール＝レタンは、アルク川河口によって形成された沖積平野に位置している。町はベール湖の端に位置しており、その位置は小さなヴァイヌ湖とベール湖とを分ける重要なポイントとなっている。アルク川右岸全体は農業用地であり、一方左岸の大部分は市街を取り巻く石油化学施設で占められている。ブリュニの塔から東のバラジャケ丘陵（標高145m）までの一連の丘を除けば、コミューンのほぼ全域が海抜40m未満、そしてそのうちの半分が海抜20m以上である。
地中海性気候はやや穏やかであるが、ミストラルがしばしば発生し、冬には霜が降りることがある。沖積地はよく運河で排水され、耕作に特に適している。ベール湖周辺は、温室栽培による野菜と果物の国内大手生産地である。

### 交通

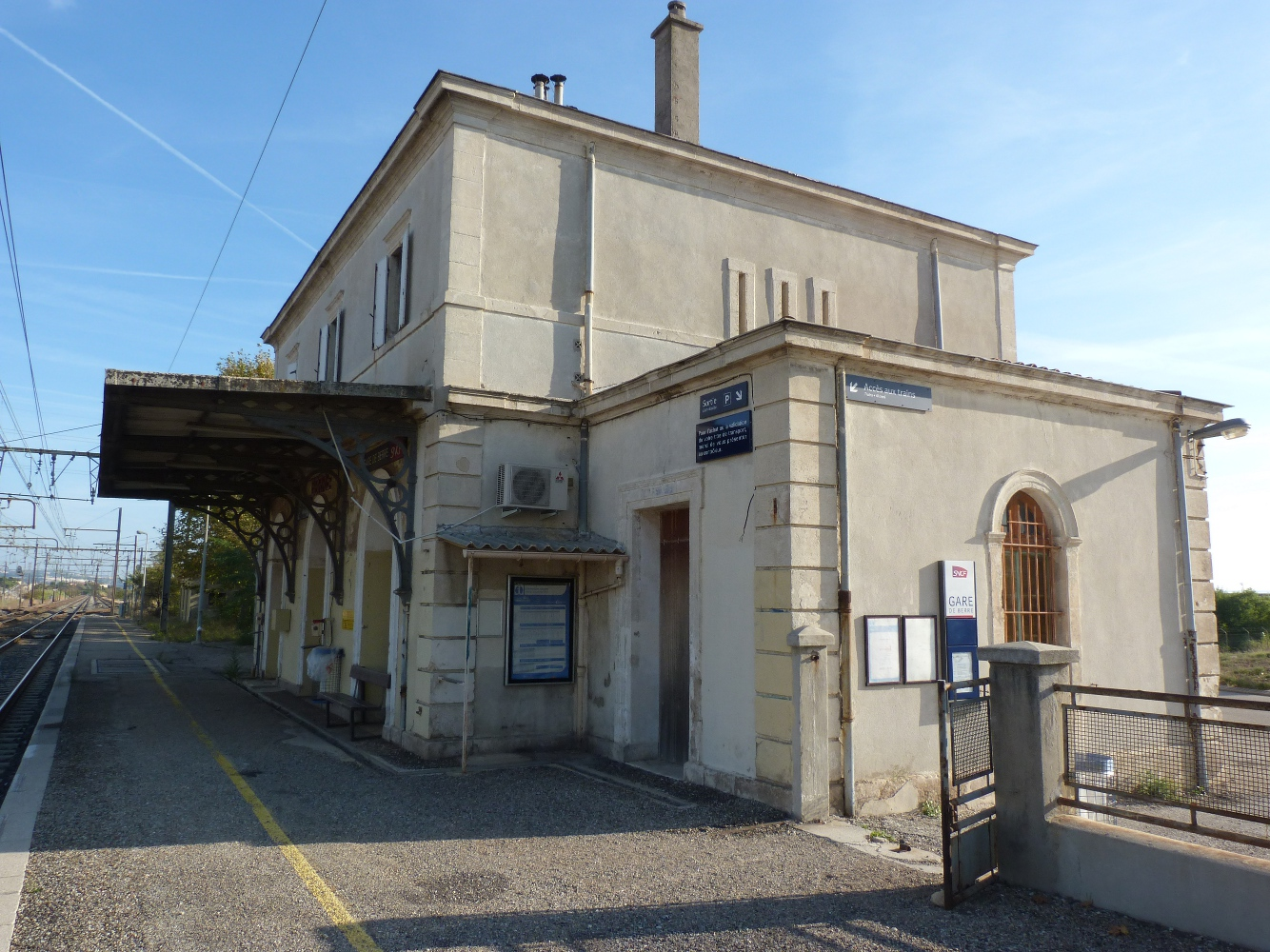
ベール駅

ベール＝レタンの位置は交通の軸からやや離れているが、近い。
- オートルート A7（ロニャック・インターチェンジから7km） - マルセイユへは35km、リヨンへは300km、モンペリエへは150km
- オートルート A8（クードゥー・インターチェンジから14km） - エクス＝アン＝プロヴァンスへは30km、ニースへは300km
- マルセイユ・プロヴァンス空港（町から10km） - オルリー空港への便が1日20便、到着までの時間は約1時間30分

フランス国鉄のベール駅がコミューン内にあり、TERマルセイユ-ミラマ線が数本運行されているが、ベールから約20km離れたエクス＝アン＝プロヴァンスTGV駅から3時間でパリ・リヨン駅に、3時間30分でトゥールーズ・マタビオ駅に、4時間20分でリール・ユーロップ駅に着く。

## 歴史
- 11世紀 - Berraと記される
- 12世紀から13世紀にかけ、ベール周辺はレ・ボー家が領有する。レ・ボー家の者が、1291年に見本市や市場の設置を承認。
- 15世紀に男爵領に昇格
- ユグノー戦争さなかの1589年3月から1591年まで、サヴォイア公に包囲されていた。
- 1608年から1688年にかけて、ブルディグ（漁業が行われる池の一種）の収入に関してベールのコミュニティーがサン・マクシマン王立修道院（ドミニコ会）に対して訴訟を起こす。
- 17世紀からボーフォール公爵（1715年にヴィラール公爵位を継承）のものとなり、その後1770年からフランス革命までガリフェ家が所有する。
- 1978年から1979年 - ロイヤル・ダッチ・シェルのポリ塩化ビニール工場設置に抗議が起こる。当時のベール＝レタン市長ロジェ・マルタン（フランス共産党所属）の支援を受けて、1979年2月24日にデモが行われた。しかし政府は1979年3月設置を承認する法令に署名する。1998年、工場は日本の信越化学工業のグループ会社に売却された。

## 人口統計
2016年時点のコミューン人口は13,483人であり、2011年の人口と比較すると2.58%減少している。
| 1962年 | 1968年 | 1975年 | 1982年 | 1990年 | 1999年 | 2006年 | 2016年 |
| ------ | ------ | ------ | ------ | ------ | ------ | ------ | ------ |
| 10327  | 11588  | 12069  | 12562  | 12672  | 13414  | 13953  | 13483  |

参照元:1962年から1999年までは複数コミューンに住所登録をする者の重複分を除いたもの。それ以降は当該コミューンの人口統計によるもの。1999年までEHESS/Cassini、2006年以降INSEE

## 史跡
- サン・セザール教区教会 - ロマネスク様式およびゴシック様式。2つのベイを備えたロマネスク様式の身廊、教区教会にとってはまれな特徴の角が丸くなった正方形のドーム、カリサンヌ石を用いたアプスを備える。1041年以来町の教区教会で、15世紀に数回の拡張工事がなされた。街を見下ろす鐘楼は近年再建されたばかりである。
- ノートル・ダム・ド・カドロ礼拝堂 - 3世紀に建設された異教の神殿の基礎部分に建設。宗教戦争中に破壊され、17世紀に再建。19世紀半ばまで巡礼地だった。全長32m、16世紀の多彩色木製祭壇にはカッラーラ産大理石から彫られた聖母像がそなえられている。
- サンテステーヴのネクロポリス - 1999年の発掘調査で葬祭用の宗教的建築物が発見された。広い面積を持つ単一の身廊を備えた礼拝堂（7世紀から10世紀）で、137の石棺が見つかった。
- ドミニコ会のサン・マクシマン修道院 - 1715年建築。かつての要塞の一部であった厚い壁を引き継いでいる。

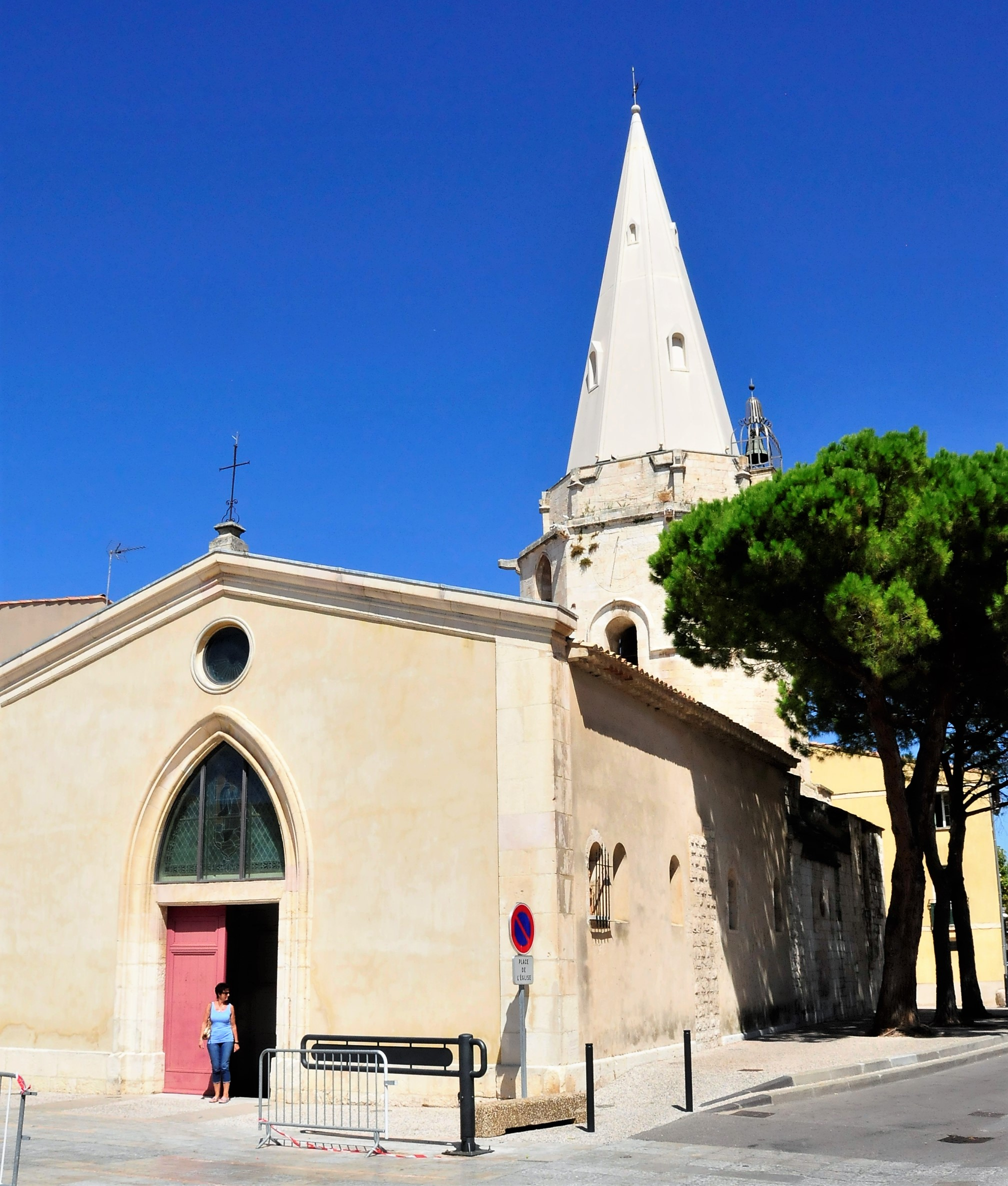
サン・セザール教区教会
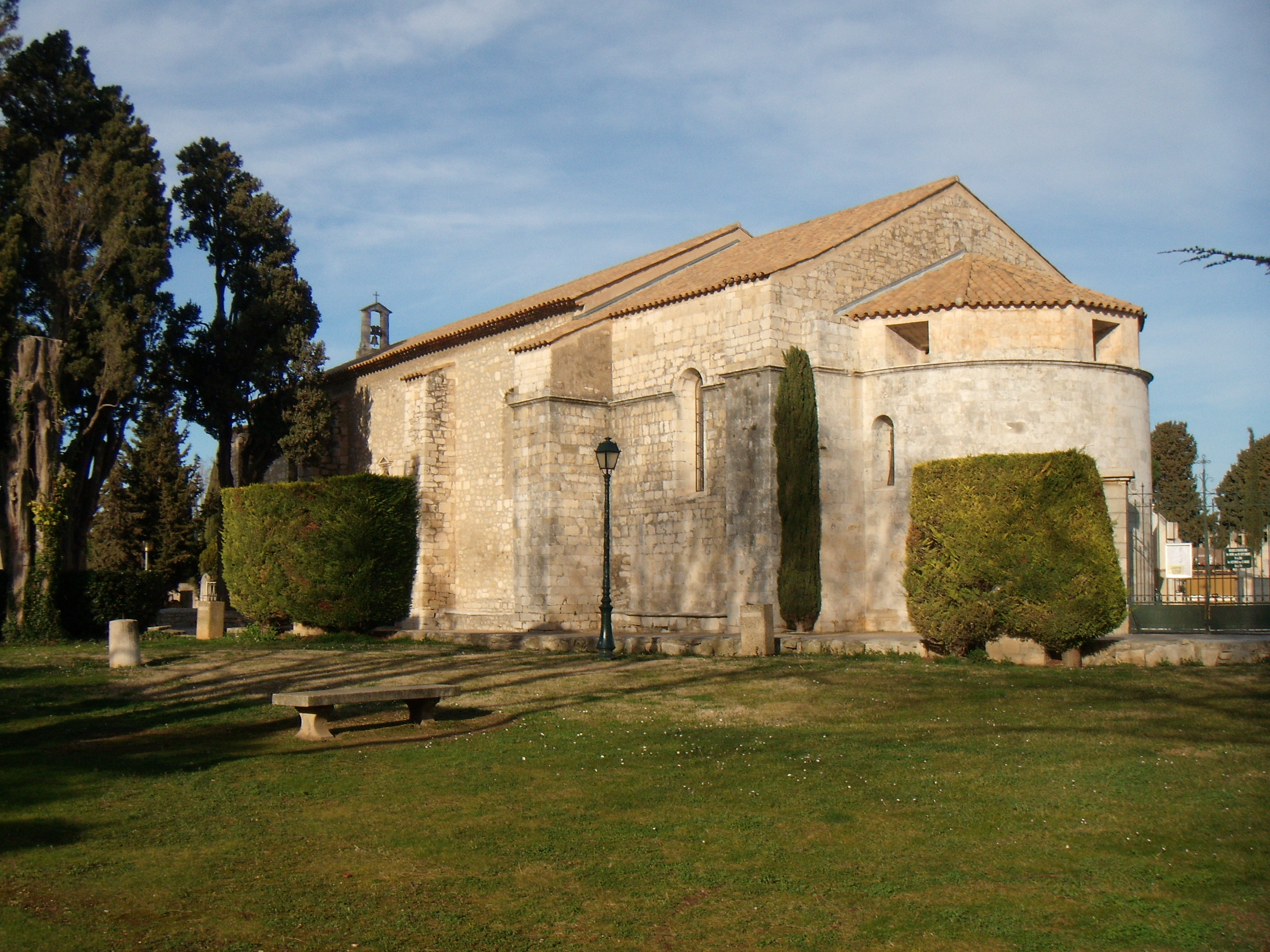
ノートル・ダム・ド・カドロ礼拝堂

## 姉妹都市
- メーオロ、イタリア

## ゆかりの人物
- アデル・ターラブト - サッカー選手。モロッコで生まれ、9歳の時に一家でベール＝レタンに移住。
- ジャン・メルモーズ - 海軍航空基地のあったベール＝レタンに一時期居住